# Sjef van Run
Jozephus Johannes Antonius Franciscus van Run (ur. 12 stycznia 1904 w ’s-Hertogenbosch, zm. 17 grudnia 1973 w Eindhoven) – holenderski piłkarz, reprezentant kraju, grający na pozycji obrońcy. 

## Kariera klubowa
Van Run urodził się w ’s-Hertogenbosch, a swoją przygodę z piłką rozpoczął w 1923 w zespole RKSV Boxtel. Trzy lata później dołączył do jednego z największych klubów w Holandii, jakim jest PSV Eindhoven. Wraz z drużyną dwukrotnie zdobył mistrzostwo Holandii w sezonach 1928/29 oraz 1934/35. Łącznie dla Boeren przez 16 lat zagrał w 359 spotkaniach. W 1942 zakończył karierę piłkarską. 

## Kariera reprezentacyjna
Van Run znalazł się w kadrze olimpijskie Holandii na Igrzyska Olimpijskie 1928. Podczas turnieju rozgrywanego w Amsterdamie, gospodarze polegli w pierwszej rundzie z późniejszym mistrzem olimpijskim Urugwajem 0:2. Van Run przesiedział ten mecz na ławce rezerwowych. 
W pierwszej reprezentacji zadebiutował 29 marca 1931 w przegranym 2:3 spotkaniu z Belgią. W 1934 został powołany na Mistrzostwa Świata. Wystąpił w jednym spotkaniu, w którym Holandia odpadła w pierwszej rundzie po porażce ze Szwajcarią 2:3. 
Ostatnie spotkanie w drużynie narodowej rozegrał 18 maja 1935 przeciwko Anglii. Spotkanie zakończyło się porażką Oranje 0:1. Łącznie w latach 1931–1935 Van Run zagrał w reprezentacji w 25 spotkaniach. 
| Mecze i gole w reprezentacji | Mecze i gole w reprezentacji | Mecze i gole w reprezentacji | Mecze i gole w reprezentacji | Mecze i gole w reprezentacji | Mecze i gole w reprezentacji | Mecze i gole w reprezentacji |
| #                            | Data                         | Miasto                       | Przeciwnik                   | Gol                          | Wynik                        | Rozgrywki                    |
| ---------------------------- | ---------------------------- | ---------------------------- | ---------------------------- | ---------------------------- | ---------------------------- | ---------------------------- |
| 1.                           | 29.03.1931                   | Amsterdam                    | Belgia                       |                              | 2:3                          | towarzyski                   |
| 2.                           | 26.04.1931                   | Amsterdam                    | Niemcy                       |                              | 1:1                          | towarzyski                   |
| 3.                           | 03.05.1931                   | Deurne                       | Belgia                       |                              | 2:4                          | towarzyski                   |
| 4.                           | 14.06.1931                   | Kopenhaga                    | Dania                        |                              | 2:0                          | towarzyski                   |
| 5.                           | 29.11.1931                   | Colombes                     | Francja                      |                              | 4:3                          | towarzyski                   |
| 6.                           | 20.03.1932                   | Deurne                       | Belgia                       |                              | 4:1                          | towarzyski                   |
| 7.                           | 17.04.1932                   | Amsterdam                    | Belgia                       |                              | 2:1                          | towarzyski                   |
| 8.                           | 08.05.1932                   | Amsterdam                    | Irlandia                     |                              | 0:2                          | towarzyski                   |
| 9.                           | 29.05.1932                   | Amsterdam                    | Czechosłowacja               |                              | 1:2                          | towarzyski                   |
| 10.                          | 04.12.1932                   | Düsseldorf                   | Niemcy                       |                              | 2:0                          | towarzyski                   |
| 11.                          | 22.01.1933                   | Amsterdam                    | Szwajcaria                   |                              | 0:2                          | towarzyski                   |
| 12.                          | 05.03.1933                   | Amsterdam                    | Włochy                       |                              | 1:2                          | towarzyski                   |
| 13.                          | 09.04.1933                   | Deurne                       | Belgia                       |                              | 3:1                          | towarzyski                   |
| 14.                          | 07.05.1933                   | Amsterdam                    | Belgia                       |                              | 1:2                          | towarzyski                   |
| 15.                          | 10.12.1933                   | Amsterdam                    | Austria                      |                              | 0:1                          | towarzyski                   |
| 16.                          | 11.03.1934                   | Amsterdam                    | Belgia                       |                              | 9:3                          | towarzyski                   |
| 17.                          | 08.04.1934                   | Amsterdam                    | Irlandia                     |                              | 5:2                          | El. MŚ 1934                  |
| 18.                          | 29.04.1934                   | Deurne                       | Belgia                       |                              | 4:2                          | El. MŚ 1934                  |
| 19.                          | 10.05.1934                   | Amsterdam                    | Francja                      |                              | 4:5                          | towarzyski                   |
| 20.                          | 27.05.1934                   | Mediolan                     | Szwajcaria                   |                              | 2:3                          | MŚ 1934                      |
| 21.                          | 04.11.1934                   | Berno                        | Szwajcaria                   |                              | 4:2                          | towarzyski                   |
| 22.                          | 17.02.1935                   | Amsterdam                    | III Rzesza                   |                              | 2:3                          | towarzyski                   |
| 23.                          | 31.03.1935                   | Amsterdam                    | Belgia                       |                              | 4:2                          | towarzyski                   |
| 24.                          | 12.05.1935                   | Bruksela                     | Belgia                       |                              | 2:0                          | towarzyski                   |
| 25.                          | 18.05.1935                   | Amsterdam                    | Anglia                       |                              | 0:1                          | towarzyski                   |

## Sukcesy
PSV Eindhoven
- Mistrzostwo Holandii (2): 1928/29, 1934/35